# Кула на Мешчиите
Кулата на Мешчиите е един от символите на Враца. Намира се в непосредствена близост до административната сграда на Община Враца.
Смята се, че кулата датира от 16 век. Имала е жилищно-отбранителен характер. В края на 19 век е била преустроена за часовникова кула. През 2006 г. е реконструирана. Монтиран е циферблат, както и ново художествено осветление.

## Предназначение
Приземието е имало складово предназначение, а 3-те етажа са ползвани за жилищни нужди. През 16 век местните нотабили – аяни, придобили особено значение със статут на институция. Аяните играели важна роля в обществения живот, определяли размера на изискваните от държавата данъци, вмесвали се грубо и най-често с користни подбуди във взаимоотношенията между раята и върховната власт. Такива местни първенци ще да са били тези, за чиито нужди е била построена Кулата на Мешчиите. В онова смутно време – честите народни движения, въстания, войни и разбойнически действия създават постоянна заплаха особено за тамошните аяни и органи на властта.

## Архитектура
Формата ѝ е правилна каменна призма с височина 13,4 метра. Състои се от приземен и три надземни етажа. Приземието е имало складово предназначение, а 3-те етажа са ползвани за жилищни нужди.
Кулата на Мешчиите е изградена от ломени камъни, споени с хоросанов разтвор. Дебелината на стените е 1,8 м.
Етажите са отделени посредством гредоред. Връзката между тях се осъществява чрез 1-раменна дървена стълба. На всеки от етажите е изградена камина. Третият етаж е използван за отбрана. Тук има специални помещения в ъглите и в средата на стените. 3 от тях излизат еркерно навън, носени от конзоли, между които има отвори за изливане на горещи течности върху противника. Третият етаж е покрит с купол, изграден от дялани камъни върху четири сводести арки. Над него са изградени две призматични тела – 8-ъгълно и квадратно с обща височина 3,25 м.
Изградени са машикули-пространства, изнесени напред от фасадата, от където се изливали течности или се стреляло.